# فرانسوا ماهي
فرانسوا ماهي (بالفرنسية: François Mahé)‏ ولد بتاريخ 02 سبتمبر 1930 في فرنسا، وتوفي في 31 مايو 2015، كان دراج فرنسي في صنف سباق الدراجات على الطريق.

## سجل النتائج

### سباقات أو مراحل فاز بها
- طواف فرنسا
- طواف إسبانيا

## وصلات خارجية
- الموقع الرسمي

## روابط خارجية
- فرانسوا ماهي على موقع أرشيف الدراجات (الإنجليزية)
- فرانسوا ماهي على موقع إحصائيات الدراجات الإحترافية (الإنجليزية)
- فرانسوا ماهي على موقع CycleBase (الإنجليزية)